# Бембровые
Бембровые (лат. Bembridae) — семейство морских лучепёрых рыб из отряда скорпенообразных. Считается, что они более примитивны, чем их близкие родственники, плоскоголововые. Головы уплощены дорсовентрально, сильно или умеренно, и имеют колючие гребни. Придонные рыбы, обитающие на глубине от 150 до 650 м. Широко распространены в Индо-Тихоокеанской области от юга Африки до Аденского залива и на восток до Японии, Индонезии, Гавайских островов и южной Америки (плита Наска).

## Классификация
В семейство включают 4 рода:
- Bambradon Jordan & Richardson, 1908
- Bembradium Gilbert, 1905 — Мембрадии
- Bembras Cuvier, 1829 — Мембрасы
- Brachybembras Fowler, 1938

Положение рода Parabembras Bleeker, 1874 дискуссионно: одни систематики выделяют его в монотипическое семейство Parabembridae Jordan & Hubbs, 1925, другие относят к этому семейству.